# 阿赫特鲁普
阿赫特鲁普（德語：Achtrup）是德国石勒苏益格－荷尔斯泰因州的一个市镇。总面积29.90平方公里，总人口1520人，其中男性797人，女性723人（2011年12月31日），人口密度51人/平方公里。